# Премия Гаусса
Премия Га́усса (или приз Гаусса, англ. Carl Friedrich Gauss Prize for Applications of Mathematics) — награда за выдающиеся достижения в прикладной математике, присуждаемая совместно Международным математическим союзом и Немецким математическим обществом раз в 4 года на Международном конгрессе математиков, считается наивысшей в своей области. Названа в честь немецкого математика Карла Фридриха Гаусса.
Премия (размером в 10000 евро) официально была учреждена 30 апреля 2002 года, в день 225-й годовщины со дня рождения Гаусса, на XXIV Международном конгрессе математиков (Пекин). Заявленная цель премии — поощрение математиков, содействующих прогрессу в нематематических областях, включая технологии, бизнес и повседневную жизнь. Впервые премия была вручена на следующем конгрессе (2006 год, Мадрид), первым её лауреатом стал японский математик Киёси Ито.

## Лауреаты
- 2006:  Киёси Ито
- 2010:  Ив Мейер[3]
- 2014:  Стэнли Ошер[4]
- 2018:  Дэвид Ли Донохо[1][5]
- 2022:  Эллиот Либ[6]